# ティッサフェルネス

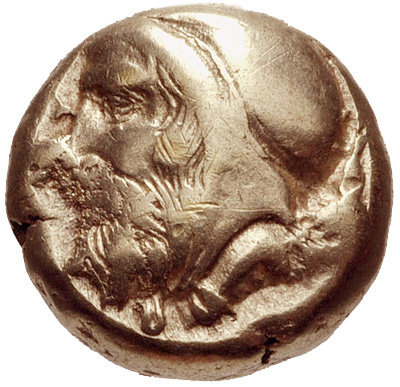
ティッサフェルネス

ティッサフェルネス（またはティッサペルネス：Tissaphernes, ペルシア語：تیسافرن Tīsāfern, ？‐紀元前395年以降）はアケメネス朝ペルシアのサトラップ（太守）である。ペロポネソス戦争に介入するなど、古代ギリシアともなじみが深く、その言及回数は多い。
ペロポネソス戦争の時点でサルディス太守だったティッサフェルネスは、当初はスパルタと同盟していたが、アルキビアデスの提案によって戦争を長引かせてスパルタとアテナイ双方を疲弊させるべく、アテナイとの同盟に転じた。しかし紀元前410年頃に大王ダレイオス2世の第二王子キュロスと交代させられ、カリア太守に職掌を限定された。このためティッサフェルネスはキュロスと対立し、キュロスが新王に即位した兄アルタクセルクセス2世に対して反乱を起こすと、アルタクセルクセスに味方してキュロスと戦った。キュロスはクナクサの戦い（紀元前401年）で戦死し、ティッサフェルネスはサルディス太守に返り咲いた。
ティッサフェルネスは、キュロスに味方したイオニア諸都市を攻撃したためにスパルタと敵対し、紀元前399年のスパルタ王アゲシラオス2世の小アジア遠征において辛酸を舐めさせられた。ティッサフェルネスは敵がカリアに進撃してくることを予想してカリアに軍を結集させるも、当てが外れてせっかくの大軍を遊兵化させ、敵に多くの戦利品を渡してしまった。その後彼は直接アゲシラオスの軍と矛を交えたが、アゲシラオスは騎兵が有利な平野を避けて歩兵に有利な場所で戦ったため、数で勝るティッサフェルネス軍を大いに破った。愛息キュロスを失った恨みを抱いていた皇太后パリュサティスの讒言を受けていたティッサフェルネスは敗戦の責任を問われ、大王の派遣してきた千人隊長ティトラウステスにより処刑された。後任の太守にはティリバゾスが任命された。